# Vern-sur-Seiche
Vern-sur-Seiche est une commune française située dans le département d'Ille-et-Vilaine, en région Bretagne.
Peuplée de 8 272 habitants, elle fait partie des quarante-trois communes de Rennes Métropole.
Ses habitants sont les Vernois et les Vernoises.

## Géographie

### Localisation et communes limitrophes
Le centre-ville de Vern-sur-Seiche est située à 9 km au sud-est de Rennes. Faisant partie de Rennes Métropole, la commune a su néanmoins garder sa personnalité de commune rurale. Le territoire de Vern, d'une superficie de 1 970 ha, est limité par sept communes appartenant à quatre cantons : Chantepie, Domloup, Nouvoitou, Saint-Armel, Bourgbarré, Saint-Erblon et Noyal-Châtillon-sur-Seiche.

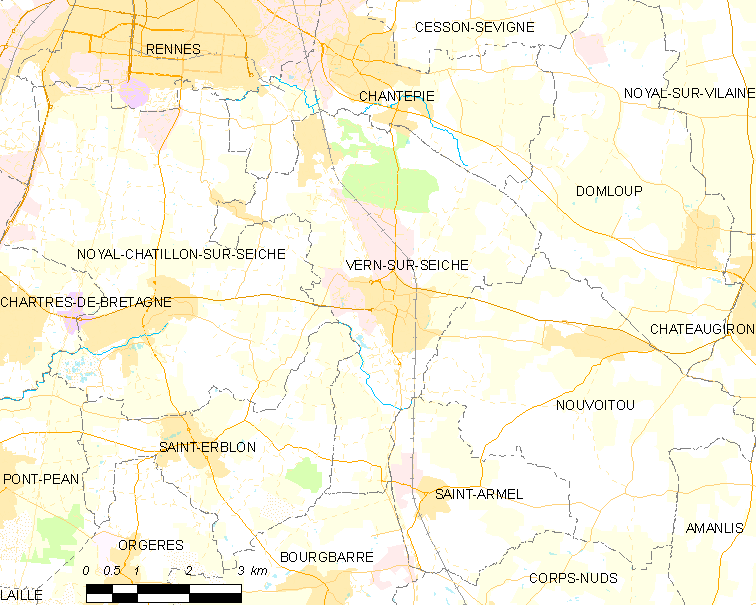
Environs de Vern.

### Géologie et relief
La commune de Vern s'étend à peu près uniquement sur les schistes de Rennes et en conséquence, son sol est sensiblement uniforme. Au point de vue minéralogique, la commune est donc assez mal partagée et parait pauvre surtout  dans la partie nord avoisinant Chantepie à cause du dépôt limoneux qui s'étend de l'est à l'ouest. De ce fait, on ne disposera que de très peu de gisements de pierres de bonne qualité. Quelques carrières vont néanmoins être ouvertes : La Touche qui fournira un grès ferrugineux, la carrière de La Vallée du sable et des graviers.
Le relief est très peu accentué, le point le plus élevé de la commune se situant à 80 m, au nord-est, au lieu-dit Le Domaine. Les altitudes s'abaissent ensuite progressivement du nord-est au sud-ouest en direction de la Seiche qui se situe à une altitude moyenne de 24 m, pour remonter sur le versant sud où l'altitude est de 53 m.
De ce fait, les points de vue dégagés sur la commune sont à peu près inexistants.

### Transports et déplacements

#### Bus
Elle est desservie par les bus du réseau STAR via les lignes 62, 73 et 75.

#### Train

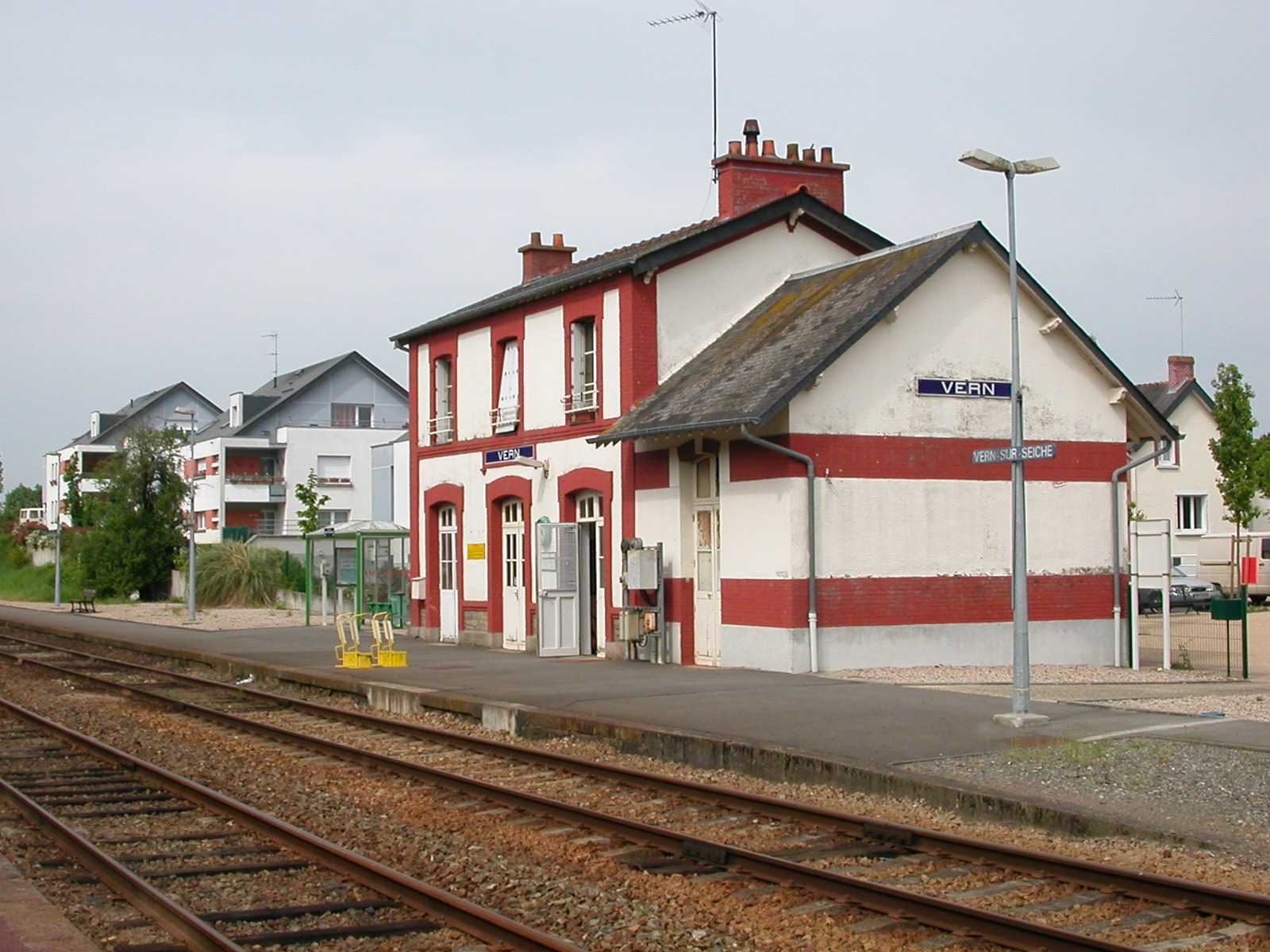
La gare de Vern.

- La commune est desservie par le réseau TER Bretagne à la gare de Vern, située sur la ligne de Châteaubriant à Rennes.

#### Voies majeures
La commune est notoirement traversée par la D 163, qui relie Rennes à Angers, voie express qui crée une césure importante dans la ville, en plus d'être interrompue par deux-ronds points proches du centre-ville. De part et d'autre de ces deux ronds-points se connecte la D 34, « seconde rocade » de Rennes, qui relie à l'ouest vers Noyal-Châtillon-sur-Seiche et à l'est vers Nouvoitou. De nombreux autres accès à la voie express sont présents sur la commune, l'échangeur au nord dessert principalement le Val d'Orson ainsi que la zone d'activité du bois de Sœuvres, tandis que l'autre dessert le sud de la commune. Enfin, plusieurs sorties/insertions simples, dans le sens Angers-Rennes, sont aussi à signaler : rue du Champ-Martin, rue du bois de Sœuvres ainsi que le hameau du Champ-Loisel.

### Hydrographie
Pour un article plus général, voir Réseau hydrographique d'Ille-et-Vilaine.
La commune est située dans le bassin Loire-Bretagne. Elle est drainée par la Seiche, le Blosne, le ruisseau d'orson et le ruisseau du Grand corcé,,.
La Seiche, d'une longueur de 97 km, prend sa source dans la commune du Pertre et se jette  dans la Vilaine à Bruz, après avoir traversé 24 communes. 

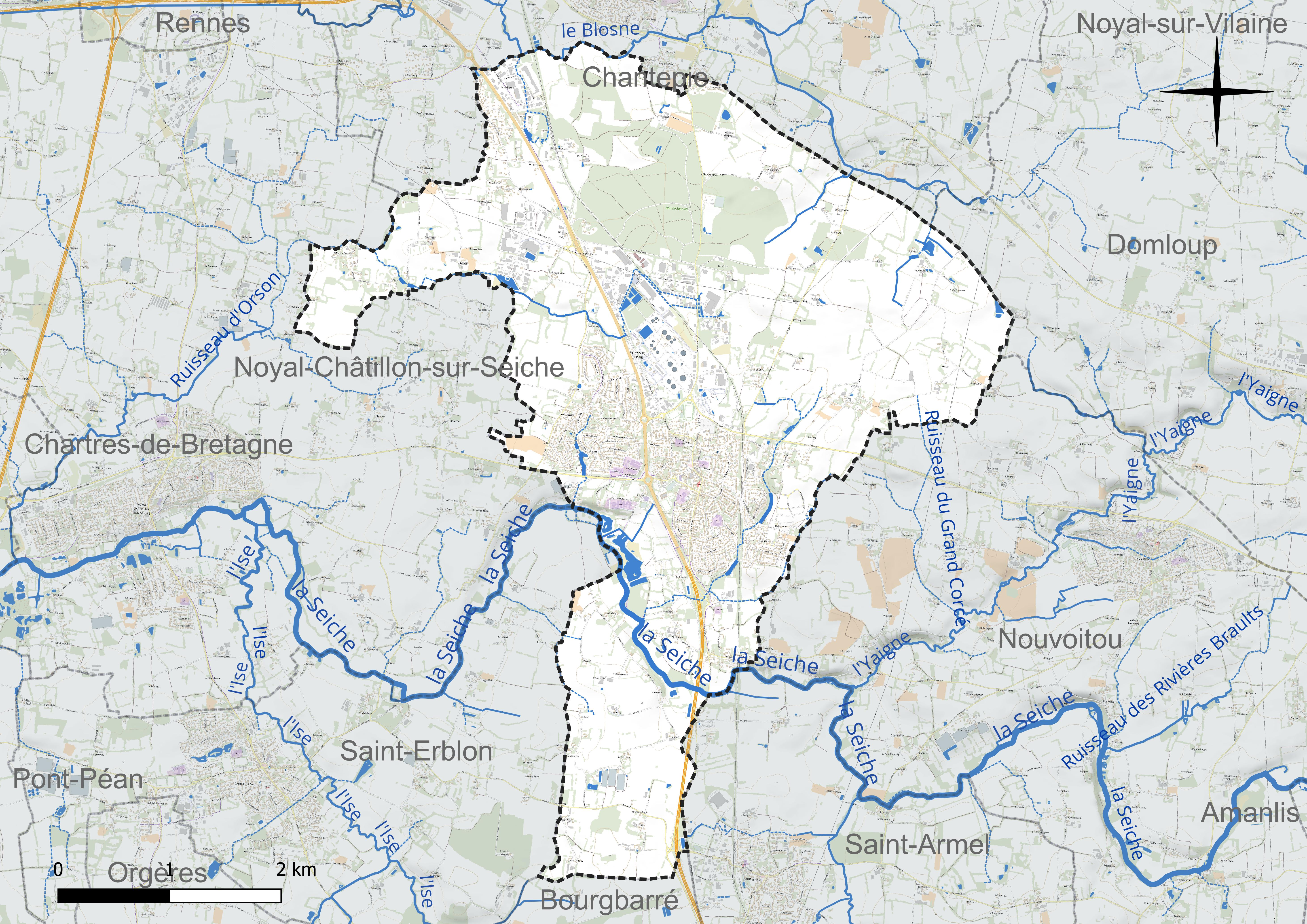
Réseau hydrographique de Vern-sur-Seiche.

Le Blosne, d'une longueur de 19 km, prend sa source dans la commune de Domloup et se jette  dans la Vilaine au niveau du Rheu, après avoir traversé huit communes. 

### Climat
Pour des articles plus généraux, voir Climat de la Bretagne et Climat d'Ille-et-Vilaine.
En 2010, le climat de la commune est de type climat océanique altéré, selon une étude du CNRS s'appuyant sur une série de données couvrant la période 1971-2000. En 2020, Météo-France publie une typologie des climats de la France métropolitaine dans laquelle la commune est exposée à un climat océanique et est dans la région climatique  Bretagne orientale et méridionale, Pays nantais, Vendée, caractérisée par une faible pluviométrie en été et une bonne insolation. Parallèlement l'observatoire de l'environnement en Bretagne publie en 2020 un zonage climatique de la région Bretagne, s'appuyant sur des données de Météo-France de 2009. La commune est, selon ce zonage, dans la zone « Sud Est », avec des étés relativement chauds et ensoleillés.  
Pour la période 1971-2000, la température annuelle moyenne est de 11,5 °C, avec une amplitude thermique annuelle de 13,1 °C. Le cumul annuel moyen de précipitations est de 744 mm, avec 12,1 jours de précipitations en janvier et 6,7 jours en juillet. Pour la période 1991-2020, la température moyenne annuelle observée sur la station météorologique la plus proche, située sur la commune de Saint-Jacques-de-la-Lande à 9 km à vol d'oiseau, est de 12,4 °C et le cumul annuel moyen de précipitations est de 691,0 mm,. Pour l'avenir, les paramètres climatiques de la commune estimés pour 2050 selon différents scénarios d'émission de gaz à effet de serre sont consultables sur un site dédié publié par Météo-France en novembre 2022.

## Urbanisme

### Typologie
Au 1er janvier 2024, Vern-sur-Seiche est catégorisée centre urbain intermédiaire, selon la nouvelle grille communale de densité à sept niveaux définie par l'Insee en 2022.
Elle appartient à l'unité urbaine de Vern-sur-Seiche, une unité urbaine monocommunale constituant une ville isolée,. Par ailleurs la commune fait partie de l'aire d'attraction de Rennes, dont elle est une commune de la couronne,. Cette aire, qui regroupe 183 communes, est catégorisée dans les aires de 700 000 habitants ou plus (hors Paris),.

### Occupation des sols
L'occupation des sols de la commune, telle qu'elle ressort de la base de données européenne d'occupation biophysique des sols Corine Land Cover (CLC), est marquée par l'importance des territoires agricoles (63,9 % en 2018), en diminution par rapport à 1990 (70,9 %). La répartition détaillée en 2018 est la suivante : 
zones agricoles hétérogènes (34,4 %), terres arables (27,6 %), zones urbanisées (16,3 %), zones industrielles ou commerciales et réseaux de communication (10,5 %), forêts (9,3 %), prairies (2 %). L'évolution de l'occupation des sols de la commune et de ses infrastructures peut être observée sur les différentes représentations cartographiques du territoire : la carte de Cassini (XVIIIe siècle), la carte d'état-major (1820-1866) et les cartes ou photos aériennes de l'IGN pour la période actuelle (1950 à aujourd'hui).

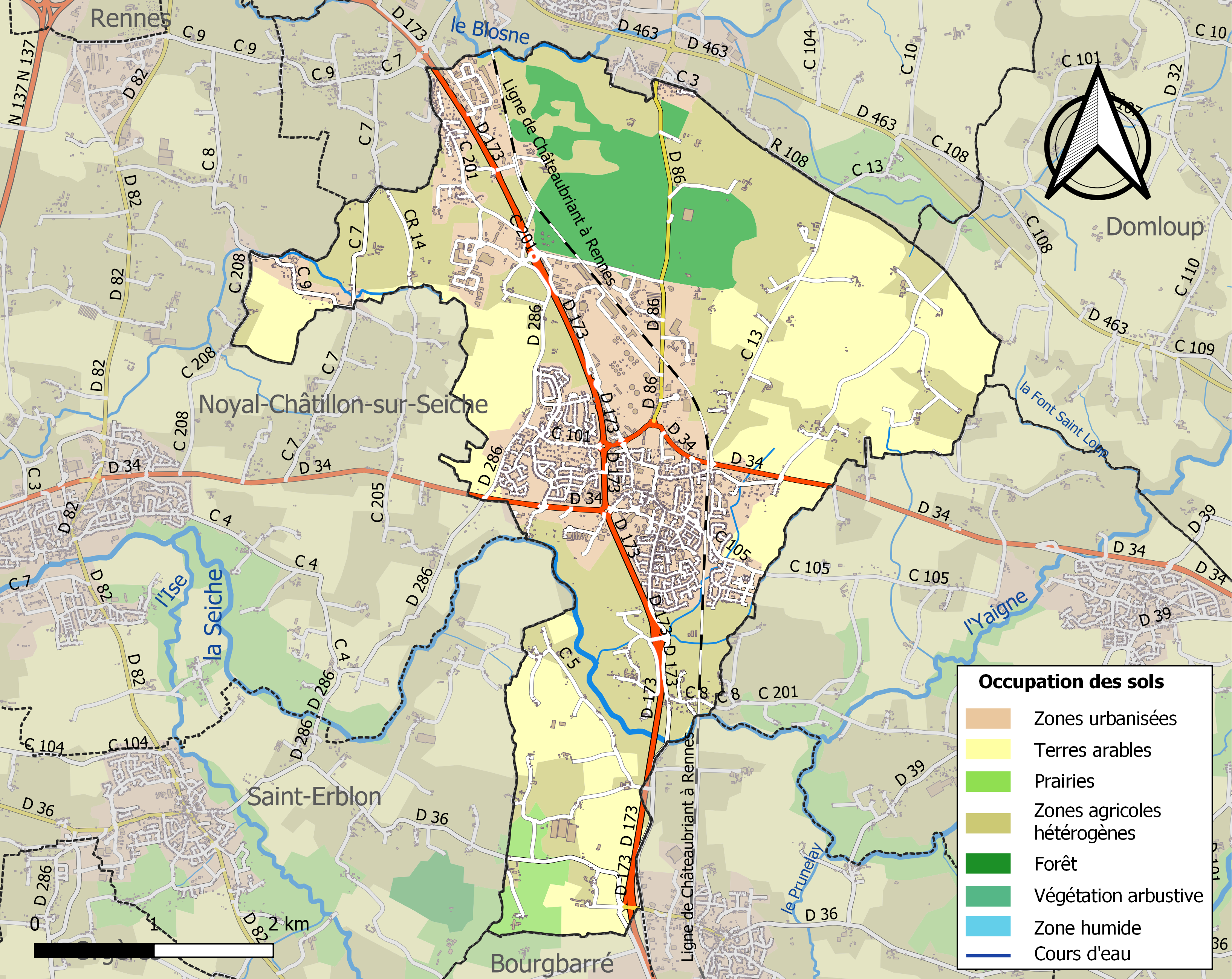
Carte des infrastructures et de l'occupation des sols de la commune en 2018 (CLC).

### Logement
Le tableau ci-dessous présente une comparaison de quelques indicateurs chiffrés du logement pour Vern-sur-Seiche et l'ensemble de l'Ille-et-Vilaine en 2017,.
|                                                                  | Vern-sur-Seiche | Ille-et-Vilaine |
| ---------------------------------------------------------------- | --------------- | --------------- |
| Parc immobilier total (en nombre d'habitations)                  | 3 395           | 546 440         |
| Part des résidences principales (en %)                           | 95,9            | 86,2            |
| Part des résidences secondaires et logements occasionnels (en %) | 0,8             | 6,9             |
| Part des logements vacants (en %)                                | 3,3             | 6,9             |
| Part des ménages propriétaires de leur logement (en %)           | 72,6            | 59,8            |

### Morphologie urbaine
L'habitat urbain concentré autour de l'église et le long des voies principales (rue de l'Église, rue Nationale, rue du Boël) date en grande partie de la fin du XVIIIe siècle. Son intérêt est plus dans son homogénéité que dans la qualité architecturale de chacune des habitations.
La maison dite Du Pavillon est la plus ancienne (XVIIe siècle) du bourg et présente les caractéristiques de l'habitat urbain ancien.
L'habitat rural est beaucoup moins homogène que le bourg, plusieurs périodes de constructions sont représentées, correspondant partiellement à des techniques de constructions différentes avec des matériaux différents. Les maisons les plus anciennes datent du XVIIe siècle, ces maisons (telles La Haute Folie, Le Hil) sont construites avec de petits moellons de schiste de piètre qualité mélangés à un mortier de terre. Vern fait partie de la zone de transition entre la maison de terre et la maison de pierre que l'on trouve au sud du bassin rennais.
Vern-sur-Seiche dispose d'un plan local d'urbanisme intercommunal approuvé par délibération du conseil métropolitain du 19 décembre 2019. Il divise l'espace des 43 communes de Rennes Métropole en zones urbaines, agricoles ou naturelles.
La commune a reçu le Prix Architecture Bretagne 2008 pour des logements groupés en bardage bois, réalisés par les architectes françaises Maryvonne Rigourd et Isabelle Hiault.

Quartier Haute-Abbaye
Quartier Haute-Abbaye
Quartier Haute-Abbaye

## Toponymie

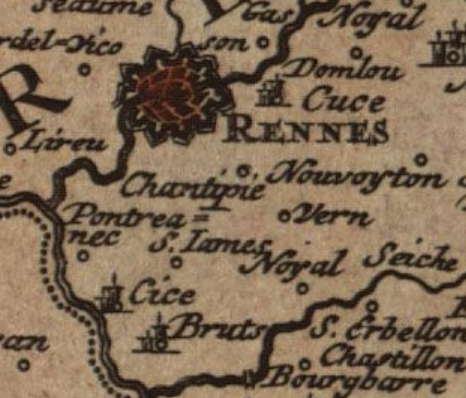
Extrait de la Tabula ducatus britanniae gallis, où l'on peut lire « Vern ». Le symbole utilisé signifie pagi (bourgs).

Le nom de la commune est attesté sous diverses formes :
- Ver en 1158,
- Vern en 1185,
- Veern en 1230,
- Verno en 1318 et 1371,
- Vernes en 1731,
- Vern-sur-Seiche, par décret du 20 avril 1920.

Vern est un nom de lieu d'origine gauloise. Il est issu du gaulois *verno-, *vernā « aulne » qui se retrouve aussi dans les autres langues celtique *vernā, d'où le cornique guernen, le breton et gallois gwern, ainsi que l'irlandais fern. Il signifie aussi « lieu humide, marais, marécage » en breton et en gallois.

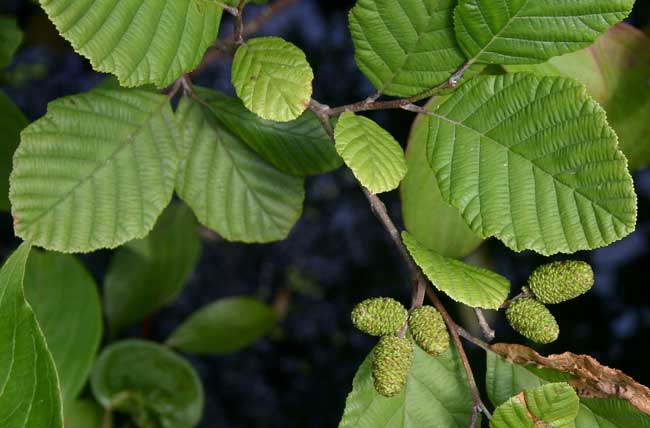
Aulne ayant donné son nom à la commune.

Il s'agit d'un arbre encore présent sur les rives de la commune. Ce terme se perpétue dans le français verne qui signifie « aulne noir » et l'occitan vern(e) « aulne vert ».
Le nom de la localité en gallo, la langue d'oïl locale, est Ver.
La forme construite Gwern-ar-Sec'h a été proposée comme nom breton moderne de la commune ; Cependant le pays de Rennes se trouve en dehors de l'aire traditionnelle de diffusion de la langue bretonne.

## Histoire
Une fouille préventive menée par l'INRAP a permis de mettre au jour les vestiges de deux enclos gaulois accolés. Ces enclos laissent supposer la présence à cet endroit d'un habitat aristocratique. Le second enclos, le plus grand, montre des traces d'activités artisanales et agricoles. Cette occupation perdure jusque pendant notre ère. Les lieux sont investis au Moyen Âge par une occupation modeste.

## Héraldique et logotype

### Héraldique
| Blason à dessiner | Blasonnement : Taillé : au 1er une forêt d'aulnes, au 2e un pont sur une rivière et sommé d'une forêt ; à la cotice en barre brochant sur la partition. |

### Signification du logotype
| Logotype de la Ville de Vern-sur-Seiche | Logotype de la Ville de Vern-sur-Seiche : Signification à compléter |

## Politique et administration

Hôtel de ville de Vern-sur-Seiche.

### Rattachements administratifs et électoraux

#### Circonscriptions de rattachement
Vern-sur-Seiche appartient à l'arrondissement de Rennes et au canton de Janzé depuis le redécoupage cantonal de 2014. Avant cette date, la commune était rattachée au canton de Rennes (1790), puis au canton de Rennes extra-muros (1795) et enfin, au canton de Rennes-Sud-Est.
Pour l'élection des députés, la commune fait partie de la première circonscription d'Ille-et-Vilaine, représentée depuis juin 2024 par Marie Mesmeur (LFI). Sous le Second Empire, elle appartenait à la circonscription de Rennes, sous la IIIe République à la deuxième circonscription de Rennes et de 1958 à 1986 à la 2e circonscription (Rennes-Sud).

#### Intercommunalité
La commune appartient à Rennes Métropole depuis sa création le 9 juillet 1970. Vern-sur-Seiche faisait alors partie des 27 communes fondatrices du District urbain de l'agglomération rennaise qui a pris sa dénomination actuelle le 1er janvier 2000.
Vern fait aussi partie du Pays de Rennes.

#### Institutions judiciaires
Sur le plan des institutions judiciaires, la commune relève du tribunal judiciaire (qui a remplacé le tribunal d'instance et le tribunal de grande instance le 1er janvier 2020), du tribunal pour enfants, du conseil de prud'hommes, du tribunal de commerce, de la cour d'appel et du tribunal administratif de Rennes et de la cour administrative d'appel de Nantes.

### Administration municipale
Le nombre d'habitants au dernier recensement étant compris entre 5 000 et 9 999, le nombre de membres du conseil municipal est de 29.
Conseil municipal actuel
Les 29 sièges composant le conseil municipal ont été pourvus le 15 mars 2020 lors du premier tour de scrutin. Actuellement, il est réparti comme suit :

### Tendances politiques et résultats

#### Élections municipales
- Élections municipales de 2020 : 52,08 % (1 387 voix) pour la liste « Vern avec vous » conduite par Stéphane Labbé, 47,91 % (1 276 voix) pour la liste « Continuons d'agir pour Vern-sur-Seiche » conduite par Jacques Daviau, 42,20 % de participation. La commune bascule à droite, la première fois depuis 1977.
- Élections municipales de 2014 : 56,76 % (2 090 voix) pour la liste « Vern sur sa lancée » conduite par Didier Moyon, 43,23 % (1 592 voix) pour la liste « Unis pour Vern » conduite par Yves Boccou, 60,16 % de participation.
- Élections municipales partielles de 2012[28] : 53,08 % (1 577 voix) pour la liste « Relançons Vern » conduite par Didier Moyon, 46,92 % (1 394 voix) pour la liste « S'unir pour Vern » conduite par Jean-Claude Haigron, 48,84 % de participation.
- Élections municipales de 2008 : 64,25 % (2 406 voix) pour la liste « Vern, ouverte, unie et solidaire » conduite par Jean-Claude Haigron, 35,75 % (1 339 voix) pour la liste « Vern autrement » conduite par Didier Hollier-Larousse, 65,49 % de participation.
- Élections municipales de 2001 : 57,65 % (1 763 voix) pour la liste « Vern solidarité et progrès » conduite par Jean-Claude Haigron, 42,35 % (1 295 voix) pour la liste « Vern autrement » conduite par Didier Hollier-Larousse, 62,80 % de participation.

### Liste des maires
| Période                                  | Période                 | Identité                              | Étiquette         | Qualité |
| ---------------------------------------- | ----------------------- | ------------------------------------- | ----------------- | --- |
| février 1790                             | 1791                    | Pierre Texier                         |                   | Propriétaire-cultivateur                                                                                              |
| novembre 1791                            | 1804                    | Pierre Jacques Drouadaine             |                   | Officier de santé |
| 1804                                     | 1815                    | Pierre Poupin                         |                   | |
| novembre 1815                            | 1830                    | Pierre Coupé                          |                   | Propriétaire-cultivateur                                                                                              |
| 1830                                     | 1846                    | Louis Jean Tenière                    |                   | Propriétaire et notaire                                                                                               |
| octobre 1846                             | 1870                    | Pierre Petit                          |                   | Officier de santé |
| septembre 1870                           | 1871                    | Henri Maruelle                        |                   | |
| mai 1871                                 | 1875                    | Michel Pierre Desnos                  |                   | Propriétaire-cultivateur                                                                                              |
| juin 1875                                | 1878                    | Pierre Jean Desnos                    |                   | Cultivateur |
| janvier 1878                             | 1881                    | Jean-Marie Corgne                     |                   | Boucher et aubergiste                                                                                                 |
| janvier 1881                             | mai 1892                | Jean-Marie Deschamps                  |                   | Propriétaire |
| mai 1892                                 | 26 octobre 1902 (décès) | Christian-Marie Magon de La Vieuville |                   | Propriétaire du château du Plessis                                                                                    |
| décembre 1902                            | 6 octobre 1928 (décès)  | Émile Corgne                          |                   | Marchand de bestiaux Officier de l'Instruction publique et du Mérite agricole Réélu en 1904, 1908, 1912, 1919 et 1925 |
| 2 décembre 1928                          | mai 1929                | Émile Ange Richomme                   |                   | Cultivateur |
| mai 1929                                 | juin 1929               | Jean Marie Corgne                     |                   | Marchand de bestiaux                                                                                                  |
| juin 1929                                | mai 1935                | Louis François Delourmel              |                   | Agriculteur |
| mai 1935                                 | 8 novembre 1944         | Hyacinthe Sourdin                     | Républicain       | Boucher |
| 8 novembre 1944                          | mars 1959               | Pierre Jamois                         |                   | Agriculteur Réélu en 1947 et 1953                                                                                     |
| mars 1959                                | 16 octobre 1961 (décès) | Lucien Vuaroqueaux                    |                   | Lieutenant-colonel de l'Armée de l'air                                                                                |
| novembre 1961                            | 29 mars 1977            | Pierre Bossard                        |                   | Boucher-charcutier Réélu en 1965 et 1971                                                                              |
| 29 mars 1977                             | 18 juin 1995            | Eugène Douard                         | DVG               | Directeur CRAMB-CARSAT Réélu en 1983 et 1989                                                                          |
| 18 juin 1995                             | 22 septembre 2012       | Jean-Claude Haigron                   | PS                | Directeur de service à la Ville de Rennes 17e vice-président de Rennes Métropole (2008 → 2012) Réélu en 2001 et 2008  |
| 22 septembre 2012                        | 25 mai 2020             | Didier Moyon                          | PS                | Chef d'agence 35 BTP Réélu en 2014                                                                                    |
| 25 mai 2020                              | En cours                | Stéphane Labbé                        | DVD puis Horizons | Directeur associé MPO                                                                                                 |
| Les données manquantes sont à compléter. |                         |                                       |                   | |

### Jumelages
- Schwalbach (Allemagne) depuis 1991[35] : petite ville située en Sarre, près de Sarrelouis.

## Population et société

### Démographie

#### Évolution démographique
L'évolution du nombre d'habitants est connue à travers les recensements de la population effectués dans la commune depuis 1793. Pour les communes de moins de 10 000 habitants, une enquête de recensement portant sur toute la population est réalisée tous les cinq ans, les populations de référence des années intermédiaires étant quant à elles estimées par interpolation ou extrapolation. Pour la commune, le premier recensement exhaustif entrant dans le cadre du nouveau dispositif a été réalisé en 2005.
En 2022, la commune comptait 8 272 habitants, en évolution de +4,8 % par rapport à 2016 (Ille-et-Vilaine : +5,46 %, France hors Mayotte : +2,11 %).
| 1793  | 1800  | 1806  | 1821  | 1831  | 1836  | 1841  | 1846  | 1851  |
| ----- | ----- | ----- | ----- | ----- | ----- | ----- | ----- | ----- |
| 1 503 | 1 567 | 1 545 | 1 610 | 1 507 | 1 674 | 1 698 | 1 630 | 1 661 |

| 1856  | 1861  | 1866  | 1872  | 1876  | 1881  | 1886  | 1891  | 1896  |
| ----- | ----- | ----- | ----- | ----- | ----- | ----- | ----- | ----- |
| 1 585 | 1 610 | 1 602 | 1 535 | 1 523 | 1 533 | 1 507 | 1 471 | 1 440 |

| 1901  | 1906  | 1911  | 1921  | 1926  | 1931  | 1936  | 1946  | 1954  |
| ----- | ----- | ----- | ----- | ----- | ----- | ----- | ----- | ----- |
| 1 341 | 1 295 | 1 340 | 1 240 | 1 251 | 1 157 | 1 258 | 1 362 | 1 365 |

| 1962  | 1968  | 1975  | 1982  | 1990  | 1999  | 2005  | 2006  | 2010  |
| ----- | ----- | ----- | ----- | ----- | ----- | ----- | ----- | ----- |
| 1 466 | 1 675 | 2 638 | 3 116 | 5 602 | 7 454 | 7 701 | 7 687 | 8 146 |

| 2015  | 2020  | 2022  | - | - | - | - | - | - |
| ----- | ----- | ----- | - | - | - | - | - | - |
| 7 871 | 8 289 | 8 272 | - | - | - | - | - | - |

#### Pyramide des âges
La population de la commune est relativement jeune.
En 2018, le taux de personnes d'un âge inférieur à 30 ans s'élève à 34,1 %, soit en dessous de la moyenne départementale (38,2 %). À l'inverse, le taux de personnes d'âge supérieur à 60 ans est de 24,9 % la même année, alors qu'il est de 23,3 % au niveau départemental.
En 2018, la commune comptait 3 958 hommes pour 4 091 femmes, soit un taux de 50,83 % de femmes, légèrement inférieur au taux départemental (51,18 %).
Les pyramides des âges de la commune et du département s'établissent comme suit.
| Hommes | Classe d’âge | Femmes |
| ------ | ------------ | ------ |
| 0,5    | 90 ou +      | 1,2    |
| 5,3    | 75-89 ans    | 6,7    |
| 17,9   | 60-74 ans    | 18,3   |
| 24,1   | 45-59 ans    | 23,6   |
| 17,0   | 30-44 ans    | 17,3   |
| 16,6   | 15-29 ans    | 16,5   |
| 18,6   | 0-14 ans     | 16,5   |

| Hommes | Classe d’âge | Femmes |
| ------ | ------------ | ------ |
| 0,7    | 90 ou +      | 1,8    |
| 6,3    | 75-89 ans    | 8,7    |
| 14,5   | 60-74 ans    | 15,6   |
| 19,6   | 45-59 ans    | 18,8   |
| 19,5   | 30-44 ans    | 18,7   |
| 20,2   | 15-29 ans    | 19     |
| 19,1   | 0-14 ans     | 17,4   |

## Économie
- La commune compte 362 commerces et entreprises[42].INSEE: nombre d'Etablissements actifs au 31-12-2014    867
- Un marché animé s'y tient tous les samedis depuis 1978[43]
- Des médecins, dentistes, infirmiers, kinésithérapeutes et vétérinaires sont présents sur la commune[42].

## Vie locale

### Éducation et Jeunesse
- Une halte-garderie : Berlingot.
- Deux écoles publiques maternelles et élémentaires : La Chalotais et Noël-Du-Fail.
- Une école privée maternelle et élémentaire : Notre-Dame.
- Une école privée Steiner-Waldorf, "Les Capucines",
- Un collège : Théodore-Monod.
- Un centre de loisir.
- Une maison des jeunes : la Passerelle.

### Sports
- La commune dispose de 5 salles de sport et de 2 terrain de football en herbe et 2 terrains stabilisés.
- Une piscine intercommunale, la Conterie, basée sur Chartres de Bretagne
- Vern abrite également la seule station de ski de Bretagne, à savoir Breizh ski-roues, une des seules associations de ski à roulettes de l'hexagone.

### Culture
Le Volume, complexe culturel inauguré les 4 mai, 5 mai et 6 mai 2007, comprend :
- la médiathèque : bibliothèque et cybercommune (1 000 m2) ;
- l'école de musique et de danse du SUET (1 000 m2) ;
- une salle d'exposition (150 m2) ;
- un auditorium de cinquante places ;
- un hall reliant les pôles et appelé « la rue » (400 m2).

L'espace Bouillants fait également partie du paysage culturel vernois : l'ancienne laiterie Les Bouillants située en bord de Seiche est consacrée à l'art numérique, au multimédia et à la citoyenneté. Chaque année, au printemps, la manifestation Bouillants ouvre ses portes au public.

Logo du bagad Kadoudal et du cercle celtique de la ville.

Le bagad Kadoudal et le cercle celtique de Vern-sur-Seiche ont été créés en 1975.

### Langue bretonne
Depuis la rentrée 2016, la filière bilingue publique en breton Div Yezh (deux langues) a vu le jour avec dix-sept élèves pour l'année scolaire 2016-2017 (soit 2,1% des enfants de la commune inscrits dans le primaire).
Pour la rentrée 2019, la filière compte 44 élèves répartis en deux classes, 26 maternelles et 18 primaires.
Les parents d'élèves de la filière ont créé leur propre association, Div Yezh Gwern.

### Développement durable
- La commune fait partie des lauréats 2009 récompensés par le label Pavillon Bleu pour sa plage des Paturiaux. De ce fait, elle est la seule commune non-littorale de Bretagne à être récompensée et la deuxième d'Ille-et-Vilaine avec Saint-Lunaire récompensée en 2008.

## Lieux et monuments

### Église Saint-Martin en Vern
L'église actuelle placée sous le vocable de saint Martin de Tours se trouve à l'emplacement de l'ancien édifice qui remontait dit-on au VIIIe siècle mais il n'en reste aucune trace. Une nouvelle église fut reconstruite au XVIIe siècle, date 1646 sur une sablière de la nef. Le chœur et le transept ont été reconstruits en 1834 sur les plans de l'architecte Jean-Baptiste Leroux. Le mur nord de la nef et la tour sont reconstruits entre 1850 et 1857. Le clocher a été restauré après l'incendie de 1911.

### Le pont de Vaugon
Le pont de Vaugon, qui enjambe la Seiche, marque la limite entre la commune de Vern-sur-Seiche et celle de Saint-Armel. Il est construit sur ordre du d'Emmanuel Armand de Vignerot du Plessis, duc d'Aiguillon, gouverneur de Bretagne en 1757 comme l'indique la borne érigée sur la chaussée. Il remplace un ancien pont à octroi attesté dès le XIVe siècle qui appartenait aux seigneurs de Chateauloger en Saint-Erblon.

### Le bois de Sœuvres
À deux kilomètres au nord du bourg, le bois de Sœuvres s'étend sur plus de 170 ha. C'est un espace naturel sensible, propriété du conseil départemental d'Ille-et-Vilaine, ouvert au public.
Chaque hiver une opération de sauvegarde des batraciens est organisée par les associations de défense de la nature, afin de permettre la migration de batraciens (tritons, salamandres, grenouilles).
Le bois jouxte le château du Plessis, ancienne demeure de La Chalotais, et faisait partie de sa propriété. Sa superficie, un peu plus importante à l'époque, a été réduite à la suite de défrichements réalisés au XIXe siècle. Ses descendants l'ont exploité jusqu'au début du XXe siècle, époque où le domaine a été morcelé entre divers propriétaires. Le département en a acquis près de 85 ha à partir de 1987 et en a fait un des sites naturels protégés de Bretagne.

### Le lavoir
Le lavoir s'inscrit à l'emplacement d'une source sur le site d'un manoir détruit : Le Grand Boyle, présent sur le cadastre de 1819. L'édifice actuel date de 1946 et remplace celui construit en 1855.

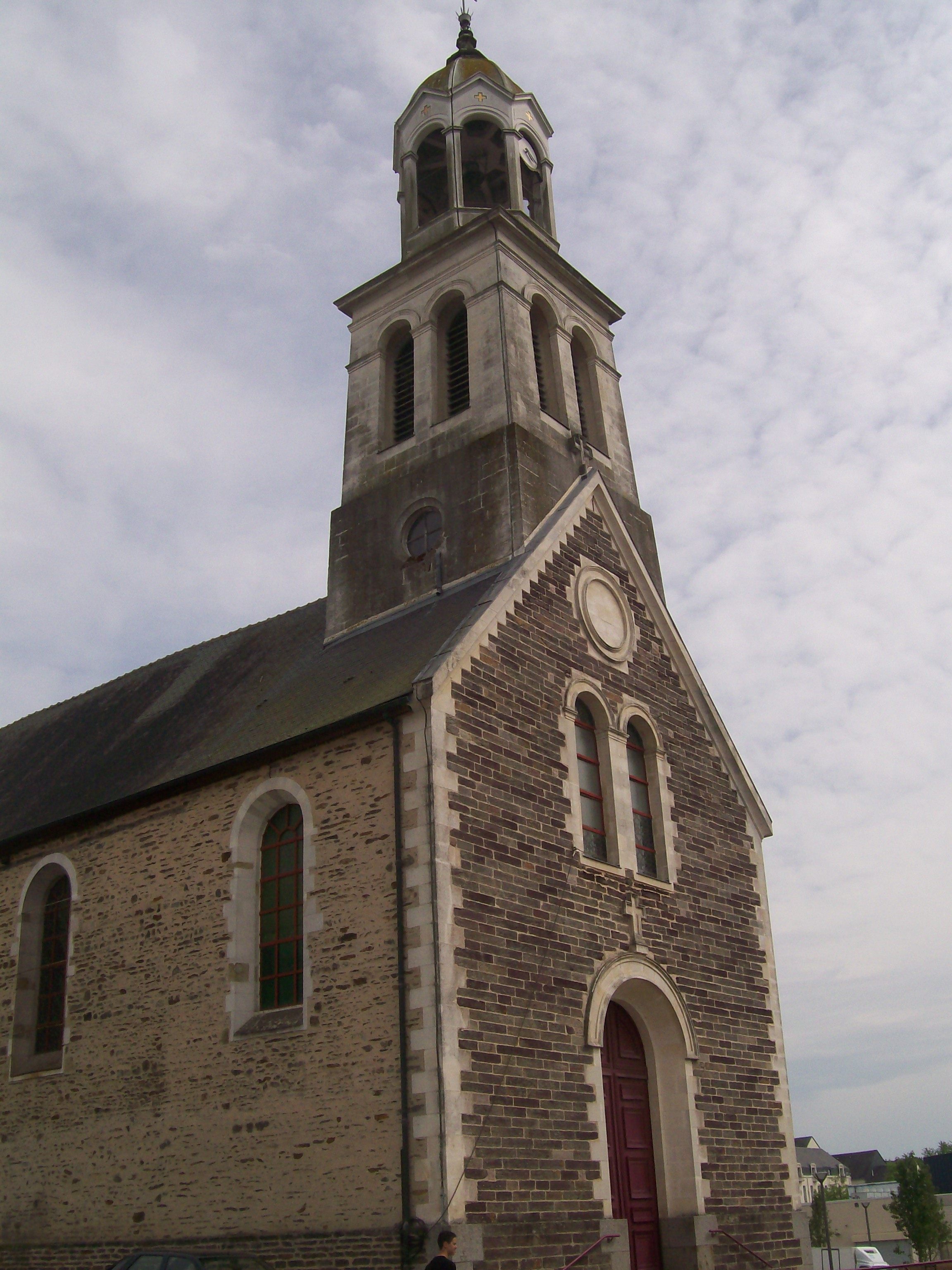
Mur nord de la nef.
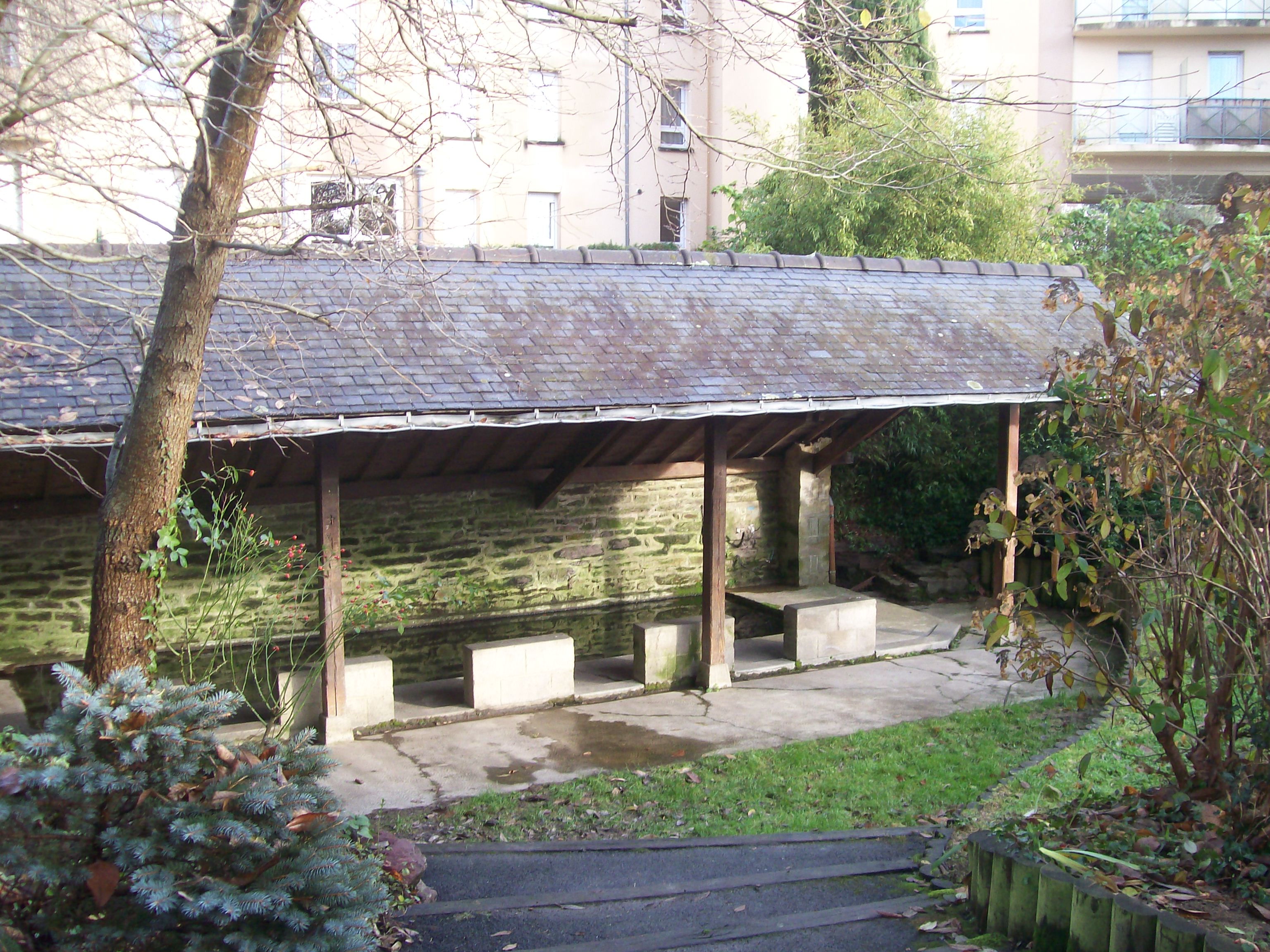
Le lavoir.

## Personnalités liées à la commune

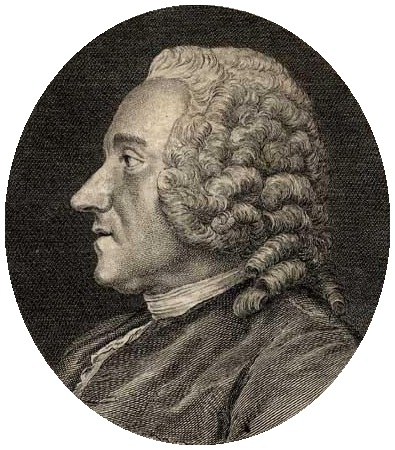
La Chalotais.

- Noël du Fail, fut placé à Vern chez un maître d'études du nom de Caillard.
- Louis-René Caradeuc de La Chalotais, propriétaire du Plessis en Vern.
- Jean-Baptiste-René Robinet, acheta le manoir de la Galardière.
- Auguste Marie Martin, recteur de Vern de 1832 à 1836, premier évêque de Natchitoches.